# 개봉중학교
개봉중학교(開峰中學校)는 대한민국 서울특별시 구로구 개봉동에 있는 공립 중학교이다.

## 학교 연혁
- 1983년 8월 5일 : 신축공사 착공
- 1984년 1월 9일 : 개봉중학교 설립인가
- 1984년 1월 16일 : 초대 임현진 교장 취임
- 1984년 3월 5일 : 신입생 입학(남 9학급, 여 6학급)
- 1984년 5월 4일 : 개교
- 2006년 10월 22일 : 다목적체육관(누리관) 신축
- 2022년 3월 1일 : 제15대 하지영 교장 부임
- 2023년 1월 4일 : 제37회 졸업식(졸업생 139명, 졸업생 누계 16,858명)
- 2023년 3월 2일 : 제40회 입학식(5학급)

## 참고 자료
- 개봉중학교 - 한국교육학술정보원 학교알리미